# Romeinse villa Vaesrade
De Romeinse villa Vaesrade, ook wel aangeduid als Villa Nuth-Vaesrade, Vaesrade-Thull of Thull-Zandberg(se)weg, is een terrein met de resten van een Romeinse villa nabij het dorp Vaesrade in de gemeente Beekdaelen in de Nederlandse provincie Limburg. De villa uit de 2e eeuw na Chr. was van het type villa rustica en behoort tot de minimaal 60 Romeinse villacomplexen die op de Zuid-Limburgse lössgronden (deels) zijn opgegraven. De archeologische site is sinds 1983 een rijksmonument.

## Ligging
De villa was gelegen in een veld op de hoek van de Zandbergweg en de Reulingsweg, in een gebied dat lokaal bekendstaat als "Op de Reulinck", iets ten noorden van het dorp Vaesrade en ten oosten van de buurtschap Thull. Het villacomplex lag op een hoger deel van het Plateau van Doenrade, circa 1 km oostelijk van de Geleenbeek. Vanaf de villa liep een 3 à 4 meter brede weg naar het dal van de Geleenbeek.
De villa lag circa 7 km ten noorden van de Via Belgica, de belangrijke heirweg van Tongeren (Atuatuca Tungrorum) via Maastricht (Mosa Trajectum) en Heerlen (Coriovallum) naar Keulen (Colonia Claudia Ara Agrippinensium). Enkele kilometers naar het oosten lag een andere belangrijke weg, die van Aken (Aquae Granni) naar Xanten (Colonia Ulpia Traiana). Zo'n 1 à 2 km naar het westen lag de Romeinse villa Nuth-Reimersbeek. Op ongeveer dezelfde afstand naar het zuiden lag de Romeinse villa Hoensbroek-Schuureik.

## Geschiedenis
In 1870 is het terrein voor het eerst onderzocht door de priester en amateurarcheoloog Jozef Habets, samen met zijn vriend rector Crousen uit Vaesrade. Er werden fundamenten van mergelsteen aangetroffen. Habets concludeerde dat het om een Romeinse villa ging die door brand verloren was gegaan. Tussen de potscherven, stukken tegels, plavuizen en dakpannen troffen ze een gedeelte van een vaas aan met het opschrift IACIANII. Uit inscripties op dakpannen meende Habets te kunnen opmaken, dat bij de villa in Vaesrade dezelfde dakpannen waren gebruikt als bij de Villa Onderste Herkenberg bij Meerssen, waar hij vanaf 1865 opgravingen had verricht.
In 1932-33 volgde een hernieuwd onderzoek onder leiding van de jonge archeoloog Wouter C. Braat (1903-2000) van het Rijksmuseum van Oudheden in Leiden. Daarbij werden opnieuw fundamenten en aardewerkfragmenten aangetroffen, voornamelijk scherven van ruwwandige gebruiksvoorwerpen, zoals kookpotten, wrijfschalen, beschilderde voetjes van bekers met stekels en een fragment van een rood beschilderde beker met schubben. Ook werd ongeveer 400 à 500 meter ten westen van de villa, op de Thullenerheide, een Romeins graf ontdekt. Bij de bevrijding van Zuid-Limburg door het Amerikaanse leger in september 1944 kwamen in deze omgeving onbedoeld meerdere grafkuilen vrij te liggen. Bewoners wisten daaruit enkele schaaltjes en bekers van terra sigillata veilig te stellen.
Voor een tentoonstelling over de Via Belgica in het Heerlense Thermenmuseum en het Maastrichtse Bonnefantenmuseum, vervaardigde de Groningse student klassieke talen en archeologie Martin de Leeuw in 1987 een tweetal opengewerkte maquettes van de villa te Vaesrade. Eén ervan staat permanent opgesteld in de hal van het Thermenmuseum.

## Beschrijving
De villa was een typisch voorbeeld van een middelgroot boerenbedrijf in dit deel van het Romeinse rijk. Het hoofdgebouw, opgetrokken uit lokale Kunrader kalk, had een rechthoekige plattegrond van circa 30 x 20 m. Het gebouw was aan de voorzijde voorzien van een porticus, een open, overdekte zuilengang. Op de hoeken bevonden zich twee iets vooruitspringende paviljoens of hoektorens. Het interieur bestond uit een centrale vierkante ruimte van ongeveer 9 x 10 m, een soort atrium, dat vermoedelijk geheel overdekt was. In het midden daarvan lag een haard, waarvan de brandresten werden aangetroffen. Links van deze grote ruimte bevonden zich waarschijnlijk verschillende badvertrekken: een caldarium, een tepidarium en een frigidarium. De twee eerstgenoemde vertrekken waren voorzien van een hypocaustum, een soort vloerverwarming. Aan de andere zijde van de centrale ruimte lagen vier vertrekken. Aan de achterzijde lag een koeienstal, die zich over de hele lengte uitstrekte. Achter de linker hoektoren lag de paardenstal. Bij de veronderstelde indeling en identificatie van de vertrekken, door Braat in 1934 gepubliceerd in een vier pagina's tellend artikel met gedetailleerde opgravingsplattegrond, kunnen een halve eeuw later vraagtekens worden gezet.